# Kinosternon oaxacae
Kinosternon oaxacae är en sköldpaddsart som beskrevs av Samuel Stillman Berry och John B. Iverson 1980. Kinosternon oaxacae ingår i släktet Kinosternon och familjen slamsköldpaddor. IUCN kategoriserar arten globalt som otillräckligt studerad. Inga underarter finns listade i Catalogue of Life.
Denna sköldpadda förekommer i sydvästra Mexiko.